# 諾尼
諾尼（17世纪—1705年），滿洲愛新覺羅氏。清太祖努爾哈赤玄孫、禮烈親王代善的曾孫、克勤郡王岳託次子衍禧介郡王羅洛渾的第三子。
順治十三年（1656年），諾尼初封貝勒。康熙四年（1665年），因被誣陷不孝罪被革去爵位。康熙二十九年（1690年），諾尼揭發已逝世的安親王岳樂掌管宗人府時因聽信讒言而冤枉他坐不孝罪，朝廷追論岳樂之罪將他降為郡王，削去諡號。康熙三十九年（1700年），諾尼復位封貝勒。諾尼於康熙四十四年（1705年）逝世。爵位由第十三子諾恩託和承襲。